# Franco Prodi
Franco Prodi (Reggio Emilia, 4 giugno 1941) è un fisico italiano, studioso di fisica dell'atmosfera.

## Biografia
Figlio di un ingegnere e di una maestra elementare, ha intrapreso la carriera accademica come diversi suoi fratelli maggiori Giovanni (1925-2010), Giorgio (1928-1987), Paolo (1932-2016), Vittorio (1937-2023) e Romano (1939). Dopo la laurea in Fisica nel 1963 presso l'Università di Bologna, con una tesi in fisica dello stato solido, a partire dal servizio di leva svolto come ufficiale del Servizio meteorologico dell'Aeronautica Militare si è dedicato alla meteorologia e alla fisica dell'atmosfera.
Ricercatore del CNR dal 1967 al 1987 negli istituti che si occupano di ricerche atmosferiche, ha approfondito i suoi studi presso il Centro nazionale per gli studi atmosferici degli Stati Uniti d'America. Tornato in Italia, ha conseguito la libera docenza in Meteorologia nel 1971, ed è stato docente di Fisica, Termodinamica e Geofisica all'Università degli Studi di Modena e Reggio Emilia dal 1970 fino al 1987, quando ha ottenuto la cattedra di Fisica dell'atmosfera all'Università di Ferrara. Fino al 2008 ha diretto l'Istituto di Scienze dell'Atmosfera e del Clima (ISAC) del CNR. Nel corso della carriera, è stato anche direttore dell'Osservatorio sui Fenomeni Grandinigeni di Verona (1970-1975) e dell'Istituto sullo Studio della Fisica dell'Alta e Bassa Atmosfera (FISBAT) di Bologna (1985-1993).
I suoi principali campi di ricerca sono stati la fisica delle nubi e delle precipitazioni, con particolare riguardo alla formazione della grandine, e la fisica dell'aerosol atmosferico, della quale ha studiato soprattutto il trasporto in atmosfera delle polveri del deserto del Sahara. Altri temi dei quali si è occupato comprendono i bilanci di radiazione, la radarmeteorologia dei temporali grandigeni, le previsioni di nowcasting, la microfisica delle nubi e la meteorologia da satellite.

## Scetticismo sul riscaldamento globale
Sebbene la sua carriera accademica sia stata incentrata su argomenti di ricerca non strettamente legati al tema del clima, più volte Franco Prodi si è espresso pubblicamente sul tema dei cambiamenti climatici. Dapprima ha espresso posizioni scettiche circa l'origine antropica dei cambiamenti climatici, ritenendo che fosse difficile da quantificare con i modelli allora a disposizione, ma in seguito la sua posizione si è modificata sostenendo, nel 2019, che «dire che siamo noi i responsabili dei cambiamenti climatici è scientificamente infondato». 
Negli anni, l'Istituto di Scienze dell'Atmosfera e del Clima, che un tempo aveva diretto, ha preso le distanze dalle attività di Franco Prodi, che spesso viene ormai annoverato tra i negazionisti del cambiamento climatico.
Un lavoro di revisione della letteratura scientifica sul clima pubblicato nel gennaio 2022 su The European Physical Journal Plus, di cui era coautore, in cui si negava l'evidenza di una qualsivoglia crisi climatica, a seguito di numerose critiche (legate alla selezione dei dati, alla loro analisi e alle conclusioni tratte) è stato sottoposto dalla rivista ad un'ulteriore fase di revisione paritaria, venendo infine ritirato dalla pubblicazione ad agosto 2023. Gli autori hanno però espresso il loro disaccordo, ribadito in ulteriori occasioni, corredandolo di documenti, ove si possono trovare anche le note dei revisori.
Il caso ha attirato l'attenzione della stampa in Italia e all'estero.